# Wahlkreis Gorizia (Senato della Repubblica)
Der Wahlkreis Gorizia war ein Wahlkreis (collegio elettorale) für den italienischen Senat von 1948 bis 2005. Er gehörte zum Wahlbezirk Friaul-Julisch Venetien (Region Friaul-Julisch Venetien); die bevölkerungsreichste Stadt war Gorizia.

## Von 1948 bis 1993

### Wahlkreisgebiet
Zum Wahlkreis gehören alle Gemeinden der Provinz Gorizia, das heißt: Capriva del Friuli, Cormons, Doberdò del Lago, Dolegna del Collio, Farra d’Isonzo, Fogliano Redipuglia, Gorizia, Gradisca d’Isonzo, Grado, Mariano del Friuli, Monfalcone, Romans d’Isonzo, Ronchi dei Legionari, Sagrado, San Canzian d’Isonzo, San Floriano del Collio, San Pier d’Isonzo, Savogna d’Isonzo, Staranzano und Turriaco; Villesse (Gemeinde seit 1954); Medea, Mossa, San Lorenzo di Mossa und Moraro (Gemeinden seit 1955).

### Wahlergebnisse

#### Wahl 1948
| Kandidaten               | Kandidaten        | Parteien                                         | Stimmen | %    |
| ------------------------ | ----------------- | ------------------------------------------------ | ------- | ---- |
|                          | N/A               | Democrazia Cristiana                             | 39.671  | 58,7 |
|                          | N/A               | Fronte Democratico Popolare                      | 20.402  | 30,2 |
|                          | N/A               | Unità Socialista – Partito Repubblicano Italiano | 5.512   | 8,2  |
|                          | N/A               | Unabhängige                                      | 1.947   | 2,9  |
| Gesamt                   | Gesamt            | Gesamt                                           | 67.532  | 100  |
|                          |                   |                                                  |         |      |
| Ungültige Stimmen        | Ungültige Stimmen | Ungültige Stimmen                                | 2.246   | 3,2  |
| Wähler                   | Wähler            | Wähler                                           | 69.778  | 92,4 |
| Wahlberechtigte          | Wahlberechtigte   | Wahlberechtigte                                  | 75.543  |      |
|                          |                   |                                                  |         |      |
| Quelle: Innenministerium |                   |                                                  |         |      |

#### Wahl 1953
| Kandidaten               | Kandidaten                | Parteien                                | Stimmen | %    |
| ------------------------ | ------------------------- | --------------------------------------- | ------- | ---- |
|                          | Antonio Rizzattigewählt   | Democrazia Cristiana                    | 37.201  | 50,3 |
|                          | Giacomo Pellegrinigewählt | Partito Comunista Italiano              | 17.533  | 23,7 |
|                          | Valentino Pascoli         | Movimento Sociale Italiano              | 6.280   | 8,5  |
|                          | Fermo Solari              | Partito Socialista Italiano             | 5.795   | 7,8  |
|                          | Rosario Graziano          | Partito Socialista Democratico Italiano | 3.952   | 5,3  |
|                          | Carlo De Dolcetti         | Partito Nazionale Monarchico            | 1.651   | 2,2  |
|                          | Aristide Grassilli        | Partito Liberale Italiano               | 917     | 1,2  |
|                          | Umberto Zanfagnini        | Unità Popolare                          | 635     | 0,9  |
| Gesamt                   | Gesamt                    | Gesamt                                  | 73.964  | 100  |
|                          |                           |                                         |         |      |
| Ungültige Stimmen        | Ungültige Stimmen         | Ungültige Stimmen                       | 4.767   | 6,1  |
| Wähler                   | Wähler                    | Wähler                                  | 78.731  | 95,4 |
| Wahlberechtigte          | Wahlberechtigte           | Wahlberechtigte                         | 82.526  |      |
|                          |                           |                                         |         |      |
| Quelle: Innenministerium |                           |                                         |         |      |

#### Wahl 1958
| Kandidaten               | Kandidaten                | Parteien                                | Stimmen | %    |
| ------------------------ | ------------------------- | --------------------------------------- | ------- | ---- |
|                          | Ettore Vallaurigewählt    | Democrazia Cristiana                    | 37.533  | 46,4 |
|                          | Giacomo Pellegrinigewählt | Partito Comunista Italiano              | 15.527  | 19,2 |
|                          | Vittorio Marangone        | Partito Socialista Italiano             | 10.841  | 13,4 |
|                          | Cesare Devetag            | Partito Socialista Democratico Italiano | 6.478   | 8,0  |
|                          | Giovanni Venuti           | Movimento Sociale Italiano              | 5.095   | 6,3  |
|                          | Roberto Zanolla           | Partito Liberale Italiano               | 2.447   | 3,0  |
|                          | Eugenio Scocieri          | Partito Nazionale Monarchico            | 1.158   | 1,4  |
|                          | Giovanni Stecchia         | PRI – PR                                | 1.045   | 1,3  |
|                          | Nicola Troso              | Partito Monarchico Popolare             | 725     | 0,9  |
| Gesamt                   | Gesamt                    | Gesamt                                  | 80.849  | 100  |
|                          |                           |                                         |         |      |
| Ungültige Stimmen        | Ungültige Stimmen         | Ungültige Stimmen                       | 3.033   | 3,6  |
| Wähler                   | Wähler                    | Wähler                                  | 83.882  | 95,4 |
| Wahlberechtigte          | Wahlberechtigte           | Wahlberechtigte                         | 87.957  |      |
|                          |                           |                                         |         |      |
| Quelle: Innenministerium |                           |                                         |         |      |

#### Wahl 1963
| Kandidaten               | Kandidaten         | Parteien                                         | Stimmen | %    |
| ------------------------ | ------------------ | ------------------------------------------------ | ------- | ---- |
|                          | E. Vallaurigewählt | Democrazia Cristiana                             | 37.400  | 44,3 |
|                          | G. Pellegrini      | Partito Comunista Italiano                       | 19.392  | 23,0 |
|                          | V. Semola          | Partito Socialista Italiano                      | 10.265  | 12,2 |
|                          | A. Candussi        | Partito Socialista Democratico Italiano          | 6.937   | 8,2  |
|                          | E. Pascoli         | Movimento Sociale Italiano                       | 5.147   | 6,1  |
|                          | M. Modestini       | Partito Liberale Italiano                        | 3.442   | 4,1  |
|                          | G. Borgobello      | Partito Democratico Italiano di Unità Monarchica | 941     | 1,1  |
|                          | G. Marocco         | Partito Repubblicano Italiano                    | 850     | 1,0  |
| Gesamt                   | Gesamt             | Gesamt                                           | 84.374  | 100  |
|                          |                    |                                                  |         |      |
| Ungültige Stimmen        | Ungültige Stimmen  | Ungültige Stimmen                                | 2.854   | 3,3  |
| Wähler                   | Wähler             | Wähler                                           | 87.228  | 96,1 |
| Wahlberechtigte          | Wahlberechtigte    | Wahlberechtigte                                  | 90.815  |      |
|                          |                    |                                                  |         |      |
| Quelle: Innenministerium |                    |                                                  |         |      |

#### Wahl 1968
| Kandidaten               | Kandidaten          | Parteien                                  | Stimmen | %    |
| ------------------------ | ------------------- | ----------------------------------------- | ------- | ---- |
|                          | E. Vallauri         | Democrazia Cristiana                      | 37.803  | 43,4 |
|                          | A. Albarellogewählt | PCI – PSIUP                               | 24.764  | 28,4 |
|                          | F. Macoratti        | Partito Socialista Unificato (PSI – PSDI) | 14.220  | 16,3 |
|                          | R. Zucalli          | Partito Liberale Italiano                 | 4.768   | 5,5  |
|                          | A. Boni             | Movimento Sociale Italiano                | 4.077   | 4,7  |
|                          | G. Manzini          | Partito Repubblicano Italiano             | 1.468   | 1,7  |
| Gesamt                   | Gesamt              | Gesamt                                    | 87.100  | 100  |
|                          |                     |                                           |         |      |
| Ungültige Stimmen        | Ungültige Stimmen   | Ungültige Stimmen                         | 3.717   | 4,1  |
| Wähler                   | Wähler              | Wähler                                    | 90.817  | 96,4 |
| Wahlberechtigte          | Wahlberechtigte     | Wahlberechtigte                           | 94.182  |      |
|                          |                     |                                           |         |      |
| Quelle: Innenministerium |                     |                                           |         |      |

#### Wahl 1972
| Kandidaten               | Kandidaten         | Parteien                                      | Stimmen | %    |
| ------------------------ | ------------------ | --------------------------------------------- | ------- | ---- |
|                          | M. Martina         | Democrazia Cristiana                          | 40.430  | 44,3 |
|                          | S. Bacicchigewählt | PCI – PSIUP                                   | 24.707  | 27,1 |
|                          | G. Dellago         | Partito Socialista Italiano                   | 8.298   | 9,1  |
|                          | A. Bassi           | Partito Socialista Democratico Italiano       | 7.038   | 7,7  |
|                          | C. Pedroni         | Movimento Sociale Italiano – Destra Nazionale | 5.771   | 6,3  |
|                          | S. Cosolo          | Partito Liberale Italiano                     | 2.874   | 3,1  |
|                          | G. Gaddi           | Partito Repubblicano Italiano                 | 2.169   | 2,4  |
| Gesamt                   | Gesamt             | Gesamt                                        | 91.287  | 100  |
|                          |                    |                                               |         |      |
| Ungültige Stimmen        | Ungültige Stimmen  | Ungültige Stimmen                             | 2.793   | 3,0  |
| Wähler                   | Wähler             | Wähler                                        | 94.080  | 96,7 |
| Wahlberechtigte          | Wahlberechtigte    | Wahlberechtigte                               | 97.328  |      |
|                          |                    |                                               |         |      |
| Quelle: Innenministerium |                    |                                               |         |      |

#### Wahl 1976
| Kandidaten               | Kandidaten              | Parteien                                      | Stimmen | %    |
| ------------------------ | ----------------------- | --------------------------------------------- | ------- | ---- |
|                          | Michele Martin          | Democrazia Cristiana                          | 39.414  | 41,8 |
|                          | Silvano Bacicchigewählt | Partito Comunista Italiano                    | 29.592  | 31,4 |
|                          | Mario Del Ben           | Partito Socialista Italiano                   | 10.759  | 11,4 |
|                          | Alberto Ronchey         | PLI – PRI – PSDI                              | 6.555   | 6,9  |
|                          | Carlo Pedroni           | Movimento Sociale Italiano – Destra Nazionale | 4.409   | 4,7  |
|                          | Albino Sirk             | Slovenska Skupnost                            | 2.430   | 2,6  |
|                          | Luigi Mosconi           | Partito Radicale                              | 1.224   | 1,3  |
| Gesamt                   | Gesamt                  | Gesamt                                        | 94.383  | 100  |
|                          |                         |                                               |         |      |
| Ungültige Stimmen        | Ungültige Stimmen       | Ungültige Stimmen                             | 2.596   | 2,7  |
| Wähler                   | Wähler                  | Wähler                                        | 96.979  | 97,0 |
| Wahlberechtigte          | Wahlberechtigte         | Wahlberechtigte                               | 99.968  |      |
|                          |                         |                                               |         |      |
| Quelle: Innenministerium |                         |                                               |         |      |

#### Wahl 1979
| Kandidaten               | Kandidaten             | Parteien                                      | Stimmen | %    |
| ------------------------ | ---------------------- | --------------------------------------------- | ------- | ---- |
|                          | M. Martina             | Democrazia Cristiana                          | 35.828  | 38,4 |
|                          | S. Bacicchigewählt     | Partito Comunista Italiano                    | 29.362  | 31,4 |
|                          | M. Del Ben             | Partito Socialista Italiano                   | 6.591   | 7,1  |
|                          | A. T. Cominardi        | Partito Socialista Democratico Italiano       | 5.469   | 5,9  |
|                          | R. Tomadini Capussotto | Movimento Sociale Italiano – Destra Nazionale | 4.121   | 4,4  |
|                          | A. Bratuz              | Movimento Friuli                              | 3.304   | 3,5  |
|                          | F. La Penna            | Partito Radicale                              | 3.082   | 3,3  |
|                          | L. Luciani             | Partito Repubblicano Italiano                 | 2.921   | 3,1  |
|                          | E. Savastano           | Partito Liberale Italiano                     | 1.225   | 1,3  |
|                          | G. Irneri              | Associazione per Trieste                      | 1.146   | 1,2  |
|                          | V. Marsucco            | Costituente di Destra – Democrazia Nazionale  | 351     | 0,4  |
| Gesamt                   | Gesamt                 | Gesamt                                        | 93.400  | 100  |
|                          |                        |                                               |         |      |
| Ungültige Stimmen        | Ungültige Stimmen      | Ungültige Stimmen                             | 3.702   | 3,8  |
| Wähler                   | Wähler                 | Wähler                                        | 97.102  | 95,4 |
| Wahlberechtigte          | Wahlberechtigte        | Wahlberechtigte                               | 101.832 |      |
|                          |                        |                                               |         |      |
| Quelle: Innenministerium |                        |                                               |         |      |

#### Wahl 1983
| Kandidaten               | Kandidaten          | Parteien                                      | Stimmen | %    |
| ------------------------ | ------------------- | --------------------------------------------- | ------- | ---- |
|                          | Bruno Gregorig      | Democrazia Cristiana                          | 30.580  | 34,1 |
|                          | Nereo Battello      | Partito Comunista Italiano                    | 27.820  | 31,0 |
|                          | Mario Del Ben       | Partito Socialista Italiano                   | 8.344   | 9,3  |
|                          | Giorgio Gruden      | Partito Repubblicano Italiano                 | 4.660   | 5,2  |
|                          | Eldere Bon          | Partito Socialista Democratico Italiano       | 4.547   | 5,1  |
|                          | Aldo Baiocchi       | Movimento Sociale Italiano – Destra Nazionale | 4.347   | 4,8  |
|                          | Andrea Bratuz       | Slovenska Skupnost                            | 2.378   | 2,6  |
|                          | Sergio Fornasir     | Partito Liberale Italiano                     | 2.109   | 2,3  |
|                          | Claudio Tenze       | Partito Radicale                              | 1.596   | 1,8  |
|                          | Manlio Cecovini     | Lista per Trieste                             | 1.586   | 1,8  |
|                          | Maria Luisa Zoratti | Movimento Friuli                              | 1.084   | 1,2  |
|                          | Giuseppe Mirabella  | Democrazia Proletaria                         | 747     | 0,8  |
| Gesamt                   | Gesamt              | Gesamt                                        | 89.798  | 100  |
|                          |                     |                                               |         |      |
| Ungültige Stimmen        | Ungültige Stimmen   | Ungültige Stimmen                             | 6.376   | 6,6  |
| Wähler                   | Wähler              | Wähler                                        | 96.174  | 94,0 |
| Wahlberechtigte          | Wahlberechtigte     | Wahlberechtigte                               | 102.301 |      |
|                          |                     |                                               |         |      |
| Quelle: Innenministerium |                     |                                               |         |      |

#### Wahl 1987
| Kandidaten               | Kandidaten         | Parteien                                      | Stimmen | %    |
| ------------------------ | ------------------ | --------------------------------------------- | ------- | ---- |
|                          | E. Tuzzi           | Democrazia Cristiana                          | 32.374  | 35,3 |
|                          | N. Bartellogewählt | Partito Comunista Italiano                    | 26.898  | 29,3 |
|                          | U. Razza           | Partito Socialista Italiano                   | 13.180  | 14,4 |
|                          | S. Cosma           | Movimento Sociale Italiano – Destra Nazionale | 5.225   | 5,7  |
|                          | M. Zanolla         | Partito Repubblicano Italiano                 | 4.420   | 4,8  |
|                          | L. Genovese        | Lista Verde                                   | 3.235   | 3,5  |
|                          | L. V. Piccinini    | Partito Liberale Italiano                     | 1.753   | 1,9  |
|                          | A. Bratuz          | Partito Sardo d’Azione                        | 1.532   | 1,7  |
|                          | G. Puntin          | Democrazia Proletaria                         | 1.263   | 1,4  |
|                          | M. Mainardi        | Liga Veneta – Pensionati Uniti                | 935     | 1,0  |
|                          | R. Iacovissi       | Movimento Friuli                              | 774     | 0,8  |
|                          | B. M. Morpurgo     | Alleanza Popolare Pensionati                  | 236     | 0,3  |
| Gesamt                   | Gesamt             | Gesamt                                        | 91.825  | 100  |
|                          |                    |                                               |         |      |
| Ungültige Stimmen        | Ungültige Stimmen  | Ungültige Stimmen                             | 5.344   | 5,5  |
| Wähler                   | Wähler             | Wähler                                        | 97.169  | 94,3 |
| Wahlberechtigte          | Wahlberechtigte    | Wahlberechtigte                               | 103.089 |      |
|                          |                    |                                               |         |      |
| Quelle: Innenministerium |                    |                                               |         |      |

#### Wahl 1992
| Kandidaten               | Kandidaten           | Parteien                                      | Stimmen | %    |
| ------------------------ | -------------------- | --------------------------------------------- | ------- | ---- |
|                          | Antonio Scarano      | Democrazia Proletaria                         | 29.004  | 30,9 |
|                          | Darko Bratinagewählt | Partito Democratico della Sinistra            | 16.070  | 17,1 |
|                          | Rinaldo Bosco        | Lega Nord                                     | 10.964  | 11,7 |
|                          | Gianfranco Deiust    | Partito Socialista Italiano                   | 9.412   | 10,0 |
|                          | Stanislao Maligoj    | Partito della Rifondazione Comunista          | 6.367   | 6,8  |
|                          | Sergio Cosma         | Movimento Sociale Italiano – Destra Nazionale | 6.033   | 6,4  |
|                          | Luciano Giorgi       | Federazione dei Verdi                         | 4.585   | 4,9  |
|                          | Franco Obizzi        | Partito Repubblicano Italiano                 | 3.516   | 3,7  |
|                          | Luciano Gentile      | Partito Socialista Democratico Italiano       | 2.753   | 2,9  |
|                          | Claudio Corradi      | Partito Liberale Italiano                     | 1.677   | 1,8  |
|                          | Andrea Bratuz        | Federalismo – Pensionati Uomini Vivi          | 1.598   | 1,7  |
|                          | Paolo Tomè           | Sì Referendum                                 | 1.050   | 1,1  |
|                          | Deodato Butkovic     | Verdi Federalisti                             | 762     | 0,8  |
| Gesamt                   | Gesamt               | Gesamt                                        | 93.791  | 100  |
|                          |                      |                                               |         |      |
| Ungültige Stimmen        | Ungültige Stimmen    | Ungültige Stimmen                             | 4.771   | 4,8  |
| Wähler                   | Wähler               | Wähler                                        | 98.562  | 92,8 |
| Wahlberechtigte          | Wahlberechtigte      | Wahlberechtigte                               | 106.196 |      |
|                          |                      |                                               |         |      |
| Quelle: Innenministerium |                      |                                               |         |      |

## Von 1993 bis 2005

### Wahlkreisgebiet
Zum Wahlkreis gehören folgende Gemeinden: Aiello del Friuli, Aquileia, Attimis, Campolongo al Torre, Cervignano del Friuli, Chiopris-Viscone, Cividale del Friuli, Corno di Rosazzo, Drenchia, Faedis, Fiumicello, Grimacco, Lusevera, Manzano, Moimacco, Nimis, Premariacco, Prepotto, Pulfero, Resia, Ruda, San Giovanni al Natisone, San Leonardo, San Pietro al Natisone, San Vito al Torre, Savogna, Stregna, Taipana, Tapogliano, Terzo d’Aquileia, Torreano, Trivignano Udinese, Villa Vicentina und Visco (Provinz Udine); Capriva del Friuli, Cormons, Doberdò del Lago, Dolegna del Collio, Farra d’Isonzo, Fogliano Redipuglia, Gorizia, Gradisca d’Isonzo, Grado, Mariano del Friuli, Medea, Monfalcone, Moraro, Mossa, Romans d’Isonzo, Ronchi dei Legionari, Sagrado, San Canzian d’Isonzo, San Floriano del Collio, San Lorenzo Isontino, San Pier d’Isonzo, Savogna d’Isonzo, Staranzano, Turriaco und Villesse (Provinz Gorizia); Duino-Aurisina, Monrupino und Sgonico (Provinz Triest).

### Wahlergebnisse

#### Wahl 1994
| Kandidaten               | Kandidaten           | Parteien                  | Stimmen | %    |
| ------------------------ | -------------------- | ------------------------- | ------- | ---- |
|                          | Ettore Romoligewählt | Polo delle Libertà        | 56.510  | 36,3 |
|                          | Darko Bratinagewählt | Alleanza dei Progressisti | 52.019  | 33,4 |
|                          | Stelio Nardini       | Patto per l’Italia        | 28.654  | 18,4 |
|                          | Sergio Cosma         | Alleanza Nazionale        | 18.639  | 12,0 |
| Gesamt                   | Gesamt               | Gesamt                    | 155.822 | 100  |
|                          |                      |                           |         |      |
| Ungültige Stimmen        | Ungültige Stimmen    | Ungültige Stimmen         | 10.131  | 6,1  |
| Wähler                   | Wähler               | Wähler                    | 165.953 | 87,8 |
| Wahlberechtigte          | Wahlberechtigte      | Wahlberechtigte           | 189.087 |      |
|                          |                      |                           |         |      |
| Quelle: Innenministerium |                      |                           |         |      |

#### Wahl 1996
| Kandidaten               | Kandidaten           | Parteien            | Stimmen | %    |
| ------------------------ | -------------------- | ------------------- | ------- | ---- |
|                          | Darko Bratinagewählt | L’Ulivo             | 67.804  | 44,0 |
|                          | Ettore Romoli        | Polo per le Libertà | 55.436  | 36,0 |
|                          | Milan Koglot         | Lega Nord           | 30.858  | 20,0 |
| Gesamt                   | Gesamt               | Gesamt              | 154.098 | 100  |
|                          |                      |                     |         |      |
| Ungültige Stimmen        | Ungültige Stimmen    | Ungültige Stimmen   | 9.921   | 6,0  |
| Wähler                   | Wähler               | Wähler              | 164.019 | 85,8 |
| Wahlberechtigte          | Wahlberechtigte      | Wahlberechtigte     | 191.143 |      |
|                          |                      |                     |         |      |
| Quelle: Innenministerium |                      |                     |         |      |

#### Nachwahl 1997
Die Wahl fand am 14. Dezember statt.
| Kandidaten               | Kandidaten             | Parteien            | Stimmen | %    |
| ------------------------ | ---------------------- | ------------------- | ------- | ---- |
|                          | Demetrio Volcicgewählt | L’Ulivo             | 63.192  | 65,9 |
|                          | Dario Mulitsch         | Polo per le Libertà | 32.674  | 34,1 |
| Gesamt                   | Gesamt                 | Gesamt              | 95.866  | 100  |
|                          |                        |                     |         |      |
| Ungültige Stimmen        | Ungültige Stimmen      | Ungültige Stimmen   | 5.929   | 5,8  |
| Wähler                   | Wähler                 | Wähler              | 101.795 | 52,4 |
| Wahlberechtigte          | Wahlberechtigte        | Wahlberechtigte     | 194.378 |      |
|                          |                        |                     |         |      |
| Quelle: Innenministerium |                        |                     |         |      |

#### Wahl 2001
| Kandidaten               | Kandidaten               | Parteien                             | Stimmen | %    |
| ------------------------ | ------------------------ | ------------------------------------ | ------- | ---- |
|                          | Roberto Antonionegewählt | Casa delle Libertà                   | 62.725  | 40,9 |
|                          | Miloš Budingewählt       | L’Ulivo                              | 62.669  | 40,9 |
|                          | Aldo Rupel               | Partito della Rifondazione Comunista | 9.382   | 6,1  |
|                          | Sonia Santorelli         | Italia dei Valori                    | 6.877   | 4,5  |
|                          | Milan Koglot             | Democrazia Europea                   | 4.579   | 3,0  |
|                          | Ugo Raza                 | Lista Emma Bonino                    | 4.255   | 2,8  |
|                          | Renato Fiorelli          | Renato Fiorelli                      | 2.924   | 1,9  |
| Gesamt                   | Gesamt                   | Gesamt                               | 153.411 | 100  |
|                          |                          |                                      |         |      |
| Ungültige Stimmen        | Ungültige Stimmen        | Ungültige Stimmen                    | 8.636   | 5,3  |
| Wähler                   | Wähler                   | Wähler                               | 162.047 | 81,5 |
| Wahlberechtigte          | Wahlberechtigte          | Wahlberechtigte                      | 198.867 |      |
|                          |                          |                                      |         |      |
| Quelle: Innenministerium |                          |                                      |         |      |